# Iwan Sergejewitsch Barjatinski

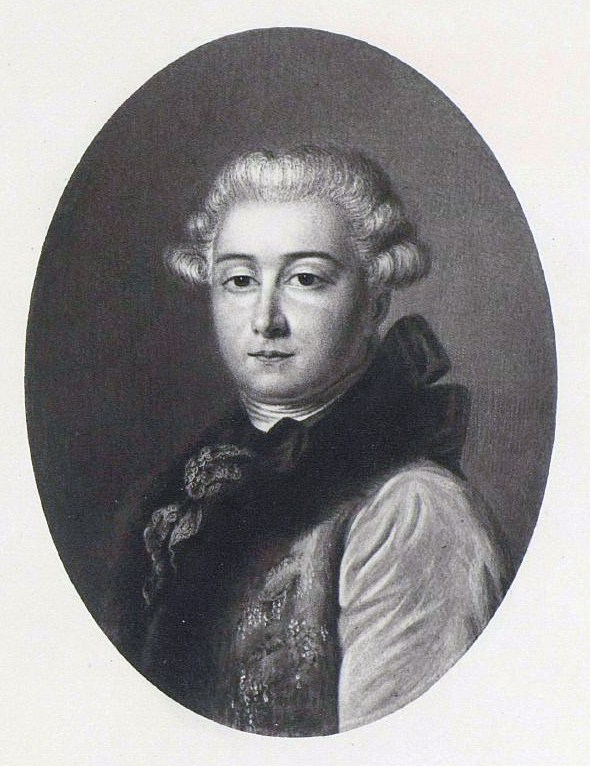
Iwan Sergejewitsch Barjatinski

Fürst Iwan Sergejewitsch Barjatinski (russisch Иван Сергеевич Барятинский) (* 27. Februar 1738; † 23. Dezember 1811 in Moskau) war ein russischer Diplomat und General.

## Leben
Er entstammte dem russischen Hochadel, der Fürstenfamilie Barjatinski, einer Seitenlinie der Rurikiden. Seine Eltern waren Fürst Sergei Iwanowitsch Barjatinski und Fürstin Mawra Afanassjewna Solowjowa. Sein Bruder Fürst Fjodor Sergejewitsch Barjatinski half bei der Gefangennahme und Ermordung Kaiser Peter III., wofür er von Kaiserin Katharina II. mit 24.000 Rubel belohnt und für die Beteiligung am Sturz des Fürsten Grigori Grigorjewitsch Orlows zum Oberhofmarschall ernannt wurde. Iwan Sergejewitsch Barjatinski trat in jungen Jahren in das Militär ein und wurde als Oberstleutnant Flügeladjutant von Peter III.
1767 vermählte er sich Iwan Sergejewitsch Barjatinski mit der deutschen Prinzessin Katharina von Holstein-Beck, die ursprünglich von Peter III. als Braut des unglücklichen Zaren Iwan VI. vorgesehen war. Zum General befördert wechselte er in den diplomatischen Dienst. 1773 erhielt er das Amt des außerordentlichen Gesandten und bevollmächtigten russischen Ministers in Paris. Er starb am 23. Dezember 1811 in Moskau und fand seine letzte Ruhestätte im Mariä-Schutz-und-Fürbitten-Kloster. Sein Sohn Fürst Iwan Iwanowitsch Barjatinski diente zunächst als russischer Botschaftsrat in London und seit 1809 als russischer Gesandter in München.

## Auszeichnungen
- Alexander-Newski-Orden, Ritter
- Russischer Orden der Heiligen Anna